# Stadio Giovanni Paolo II (Francavilla Fontana)
Lo stadio Giovanni Paolo II è un impianto calcistico di Francavilla Fontana. Ospita gli incontri casalinghi della Virtus Francavilla Calcio. Dalla stagione 2021-2022 assume il nome commerciale di Nuovarredo Arena.

## Storia
Dopo la promozione della Virtus Francavilla Calcio in Lega Pro, la giunta comunale ha dato il via libera ad una serie di lavori mirati a migliorare l'impianto e adeguarlo al campionato professionistico che il club doveva disputare. Questa serie di interventi consistono in:
- Aumento della capienza fino a 2 000 posti attraverso la costruzione di una nuova tribuna coperta.
- Aumento della capienza del settore ospiti fino a 500 posti.
- Nuove porte, panchine, spogliatoi, infermeria e parcheggi.
- Rifacimento del terreno di gioco, potenziamento dell'impianto di illuminazione e videosorveglianza.

Inoltre, la giunta comunale ha dato in gestione l'impianto alla Virtus Francavilla Calcio, che ha contribuito a livello economico per questi lavori.
Nel luglio 2016 sono iniziati i lavori di costruzione della tribuna.
Per le stagioni 2017-2018 e 2018-2019 la squadra biancazzurra si trasferisce momentaneamente allo Stadio Franco Fanuzzi di Brindisi al fine di consentire ulteriori lavori di adeguamento ai regolamenti di categoria.
All'inizio della stagione 2019-2020 la Virtus vi ritorna a disputare gli incontri interni.
Nell'agosto 2020 il club biancazzurro ha sottoscritto col Comune di Francavilla la gestione dello stadio per 15 anni. Nel 2021 inizia una nuova serie di lavori allo stadio, con circa 1350000 € di spesa, che si effettueranno d'estate, tra una stagione e l'altra. Nell'estate 2021 è stata realizzata una "curva sud" con ampliamento della capienza a 3360 posti, insieme a opere di adeguamento degli spogliatoi, l'aggiunta di rastrelliere per biciclette e piazzole per gli spettatori. Nell'estate 2023 si realizzeranno le coperture per la tribuna principale e per l'adiacente tribuna VIP, insieme a sky box per giornalisti sul piano superiore, la sala gos, l'area hospitality e lo spazio per le due dirigenze.

## Caratteristiche tecniche
- Posti totali: 3 360
- Settore ospiti: 500[2]
- Curva sud: 1 360
- Manto erboso: Erba sintetica[3]